# يوكيو ياشيرو
يوكيو ياشيرو (باليابانية: 矢代幸雄؛ بالكانا: やしろ ゆきお) هو ناقد فني ياباني، ولد في 1890 في يوكوهاما في اليابان، وتوفي في 1975.